# Bundesverband deutscher Stuntleute
Der Bundesverband deutscher Stuntleute e. V., kurz BvS, ist ein eingetragener Verein und zugleich eine Interessengemeinschaft von Personen, welche im Tätigkeitsbereich der Stuntmen tätig sind.

## Geschichte
Viele Personen, welche in der Film und Fernsehbranche arbeiteten, haben einen eigenen Verband (zum Beispiel den Bundesverband Regie). Lediglich die Stuntmen hatten keinen eigenen Bundesverband. Viele Stuntleute waren dadurch unzufrieden, da sie gegenüber anderen Gruppen benachteiligt waren und rechtliche Unsicherheiten zu fürchten hatten.
Am 9. Dezember 2007 gab es die Gründungssitzung der acht Stuntmen unter Führung von René Lay, welcher drei Jahre Vorbereitungszeit hatte. Fast ein Jahr später, am 2. September 2008 erfolgte die Eintragung des Bundesverbandes deutscher Stuntleute e. V. in das Vereinsregister Berlin-Charlottenburg. Noch im selben Monat gab es eine Informationsveranstaltung für alle Interessierten der Branche in Berlin. Einige Tage später, am 29. September 2008 wurde der Werbeauftritt des Vereins online gestellt. Im Juni 2010 konnte der Verein sein 100. Mitglied begrüßen.

## Aufgaben
Der Verein hat es sich zur Aufgabe gemacht, die Interessen seiner Mitglieder zu bündeln, nach außen zu repräsentieren und zu vertreten, sich für die Rechte der Mitglieder einzusetzen und Einfluss zu nehmen. Außerdem steht er im Dialog zu Institutionen und Unternehmen der Filmindustrie im In- sowie Ausland.